# Tomans huvud
Tomans huvud är del 4 i Robert Jordans fantasyserie Sagan om Drakens Återkomst (Wheel of Time). På engelska: The Great Hunt och den kom ut 1995. Den är översatt av Jan Risheden.
| Föregående bok: Valeres horn | Sagan om Drakens Återkomst | Nästa bok: Drakens flykt |